# Budjak

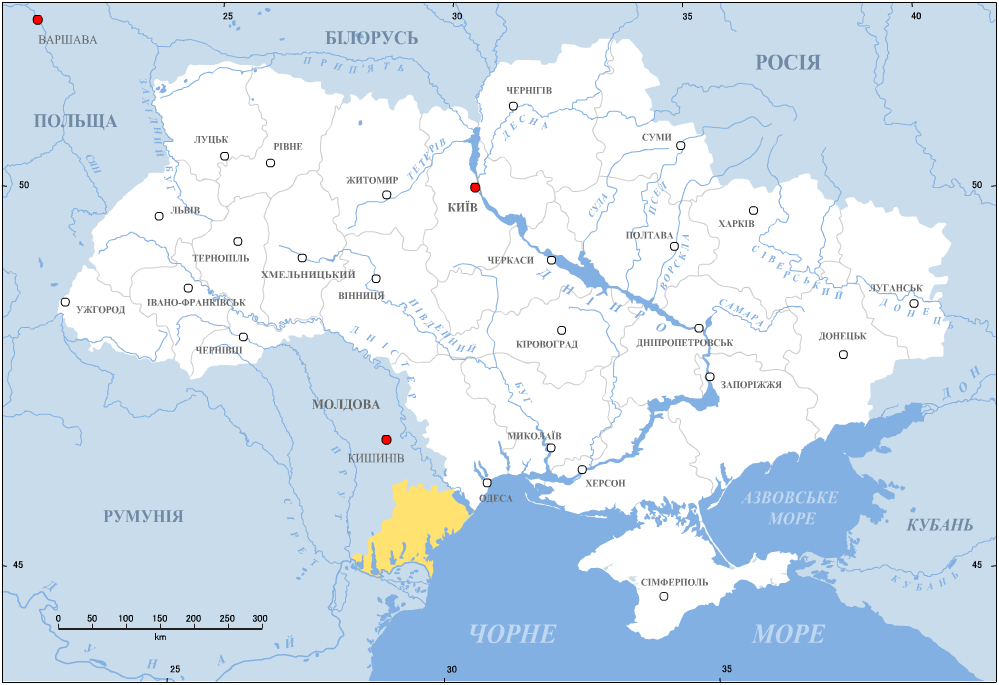
Budjak trên bản đồ Ukraina

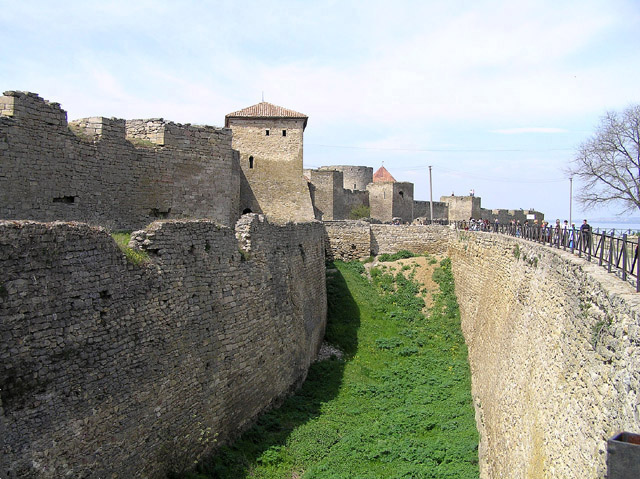
Pháo đài Bilhorod-Dnistrovskyi của Moldavia từ thế kỷ 14 tại Budjak.

Budjak hay Budzhak (tiếng Ukraina: Буджак; tiếng Romania: Bugeac), là một khu vực có tính lịch sử tại Ukraina và Moldova. Khu vực nằm ven biển Đen, giữa các sông Danube và Dniester, là phần phía nam của Bessarabia trong lịch sử. Đây là khu vực đa dân tộc với dân cư thưa thớt, khi khoảng 600 nghìn người sống trên diện tích 13.188 km2 (5.092 dặm vuông Anh). Ngày nay, phần lớn khu vực thuộc tỉnh Odesa, của Ukraina và phần còn lại thuộc các huyện phía nam của Moldova. Khu vực giáp với phần còn lại của Moldova về phía bắc, giáp với Romania về phía tây và nam, giáp với biển Đen và phần còn lại của Ukraina về phía đông.

## Địa lý
Về mặt lịch sử, Budjak là phần thảo nguyên đông nam của Moldavia. Phần cực bắc của khu vực giáp với phần Tường Trajan đoạn phía bắc, phía nam của khu vực giáp với sông Danube, phía tây giáp với vùng đồi Tigheci (ngay phía đông của sông Prut), và phía đông giáp với sông Dniester. Khu vực được gọi là Bessarabia lịch sử cho đến năm 1812, sau đó tên này được dùng để chỉ khu vực lớn hơn nằm giữa hai sông Prut và Dniester, bao gồm cả Budjak. Theo cách sử dụng vào thời Trung cổ, từ này có thể bao gồm các vùng lân cận của Akkerman, Bender và Kiliia.
Bujak có đặc điểm là địa hình bằng phẳng và cảnh quan thảo nguyên , khí hậu khô cằn . Mặc dù có sự hiện diện của một quần thể các vùng nước ngọt lớn trên khu vực này , nhưng nhìn chung thiếu hụt tài nguyên nước vẫn là điểm  đặc trưng. Có nhiều hồ nước ngọt (Cahul, Yalpug, Katlabug) và mặn (Sasyk, Shagany, Alibey, Burnas) ở dải ven biển. Ngoài ra, trên bờ biển có một số lượng lớn các cửa sông, được chắn hoàn toàn hoặc một phần khỏi biển bằng các dải cát và vỏ sò.
Các sông chính là Danube (với nhánh Chilia), Dniester (với nhánh Kuchurhan). Đồng bằng sông Danube và đồng bằng Dniester có nhiều nơi là đầm lầy. Các con sông lớn này có tầm quan trọng kinh tế lớn đối với giao thông thủy, thủy lợi và thủy điện. Chiều dài của các vịnh cửa sông và bờ biển từ cửa sông Danube đến cửa sông Tylihul lên tới 300 km.

## Tên gọi
Bản thân tên gọi Budjak được đặt cho khu vực trong giai đoạn Ottoman cai trị (1484–1812) và bắt nguồn từ tiếng Thổ Nhĩ Kỳ bucak, nghĩa là "vùng biên" hoặc "góc", đại khái dùng để chỉ vùng đất giữa Akkerman (nay là Bilhorod-Dnistrovskyi), Bender và Ismail.
Sau năm 1812, thuật ngữ Bessarabia áp dụng cho toàn bộ phần đất Moldavia phía đông sông Prut. Sau đó, Budjak đôi khi được gọi là "Nam Bessarabia".
Sau khi Liên Xô chiếm lĩnh Bessarabia vào năm 1940, phần phía nam của nó được đưa vào Cộng hòa Xã hội chủ nghĩa Xô viết Ukraina (phần còn lại của Bessarabia được đưa vào Cộng hòa Xã hội chủ nghĩa Xô viết Moldavia), được gọi là Budjak, nhỏ hơn một chút so với thuật ngữ lịch sử.
Ngoài Nam Bessarabia, các thuật ngữ khác được sử dụng để chỉ khu vực là  Bessarabia Bulgaria (tiếng Ukraina: Болгарська Бессарабія, chuyển tự Bolhars'ka Bessarabiia), Akkermanshchyna (tiếng Ukraina: Аккерманщина), và miền tây tỉnh Odesa (tiếng Ukraina: Західнa Одещина, chuyển tự Zakhidna Odeshchyna).
Khu vực này có nhiều tên khác nhau trong tiếng Anh, bao gồm Budjak, Budzhak, Bujak và Buchak. Tên gọi có chính tả khác nhau trong các ngôn ngữ: Budziak trong tiếng Ba Lan, Bugeac trong tiếng Romania, Buxhak trong tiếng Albania, Bucak trong tiếng Thổ Nhĩ Kỳ, và Буджак trong tiếng Ukraina, tiếng Bulgaria, và tiếng Nga, hầu hết đều phát âm gần như [budʒak].

## Lịch sử

### Thời kỳ đầu
Văn hóa Budjak tại khu vực tây bắc biển Đen được cho là quan trọng trong bối cảnh chung văn hóa Yamnaya của thảo nguyên biển Đen, có niên đại 3.600–2.300 TCN. Đặc biệt, Budjak có thể đã khiến phát sinh biến thể Balkan-Karpat của văn hóa Yamnaya.
Trong thời cổ đại, các cư dân của Budjak là người Tyragetae, Bastarnae, Scythia và Roxolani. Đến thế kỷ 6 TCN, người Hy Lạp cổ đại lập ra một thuộc địa tại cửa của sông Dnister có tên là Tyras. Khoảng thế kỷ 2 TCN, một bộ lạc Celt định cư tại Aliobrix (nay là Cartal/Orlovka).
Khu vực Budjak, phần phía bắc Hạ Danube, được nhà địa lý Hy Lạp cổ đại Strabo (thế kỷ 1 TCN) miêu tả là "đất hoang của người Getae". Trong thực tế, dựa trên nghiên cứu khảo cổ học gần đây, trong giai đoạn này khu vực rất có khả năng là nơi cư trú của nông dân định canh; trong số đó là người Dacia và Dacia-Roma. Vác dân tộc du mục như người Sarmatia cũng đi qua khu vực này.
Người La Mã (Roma) giành được khu vực vào thế kỷ 1, tái thiết và lập trại tại Tyras và Aliobrix. Giống như các thành phố cảng khác quanh biển Đen, cư dân địa phương tiếp thu sự pha trộn văn hóa Hy Lạp và La Mã, tiếng Hy Lạp trở thành ngôn ngữ chính trong mậu dịch, và tiếng Latin là ngôn ngữ chính trị. Sau khi Đế quốc La Mã bị chia cắt vào năm 395, khu vực thuộc về Đông La Mã (Byzantine). Từ thế kỷ 1 cho đến khi khu vực bị người Avar xâm chiếm vào năm 558, người La Mã lập ra các thành phố (poleis), trại quân sự và một số trạm dành các cựu chiến binh và người định cư thực dân (apoikion) do hoàng đế phái đến.
Khu vực nằm dọc theo tuyến đường chính yếu đối với các dân tộc di cư, do là phần cực tây của thảo nguyên Á-Âu. Đi về phía tây, chỉ có bờ sông Dniester và sông Danube là tương đối ít rừng hơn so với các khu vực xung quanh (mà nay là Moldova và Romania), do đó chúng cung cấp một tuyến đường tự nhiên cho những người chăn gia súc từ Mông Cổ đến đồng bằng Pannonia (Hungary hiện đại). Kết quả là khu vực biến thành một điểm định cư tạm thời đối với người Hung dưới quyền thủ lĩnh Uldin (387), người Avar (558–567), người Slav (cuối thế kỷ 6), người Bulgar dưới quyền Asparuh (679), người Magyar (thế kỷ 9), người Pecheneg (thế kỷ 11- 12), người Cuman (thế kỷ 12).
Mặc dù khu vực thuộc quyền tôn chủ trên danh nghĩa của Byzantine cho đến thế kỷ 14, ít nhất là vùng bờ biển, họ có ít hoặc không có ảnh hưởng đối với vùng nội địa.
Vào sơ kỳ Trung cổ, một "cộng hòa" Tigheci được tạo thành từ một số làng tại vùng đồi Tigheci lân cận, nhằm đảm bảo an ninh hơn. Trong khi khu vực thảo nguyên nằm phía dưới không thích hợp cho nông nghiệp do thiếu nước và thường xuyên bị dân tộc từ phía Đông đến xâm chiếm, và không có khu định cư lâu dài. Từ thế kỷ 7 đến thế kỷ 12, khu vực nằm dưới thẩm quyền của Đế quốc Bulgaria thứ nhất, người Pecheneg, và sau đó là người Cuman, họ không định kỳ thu cống phẩm từ dân làng bản địa.

### Moldavia và Ottoman
Sau khi quân Mông Cổ xâm chiếm khu vực vào năm 1241, các thành phố duyên hải được tái thiết của Budjak (Maurocastro và Licostomo) nằm dưới quyền thống trị của các thương nhân Genova. Tuy nhiên, vùng nội địa vẫn nằm dưới quyền cai trị trực tiếp của Hãn quốc Kim Trướng. Theo một quan điểm phổ biến tại Romania, trong thế kỷ 14 đôi khi các thân vương của Wallachia thuộc Nhà Basarab mở rộng thẩm quyền của họ đối với một phần lãnh thổ. Thuyết tương tự khẳng định rằng khu vực duy trì nằm dưới ảnh hưởng của Wallachia cho đến đầu thế kỷ 15, đến triều đại của Mircea I, khi khu vực được Thân vương Alexandru cel Bun hợp nhất vào Moldavia. Tên gọi Bessarabia, bắt nguồn từ họ của gia tộc cai trị Wallachia, là lý lẽ chính cho thuyết này. Người Tatar Nogai định cư theo nhóm tại khu vực sau thập niên 1240, còn người Romania sống tại các vùng đồi xung quanh và các thành phố cảng.
Năm 1484, Ștefan III của Moldavia buộc phải giao hai thành trì lớn Chilia (Kiliia) và Cetatea Albă (Bilhorod-Dnistrovskyi) cho Đế quốc Ottoman, đây là các cảng cuối cùng trên biển Đen rơi vào tay Ottoman. Năm 1538, Ottoman buộc Thân vương Petru Rareș của Moldavia từ bỏ thành Tighina.
Dưới quyền Ottoman, Tighina đổi thành Bender, còn Chilia mất vị thế quan trọng do việc xây dựng thêm thành trì Ismail nằm tại làng Smil. Mặc dù sau đó khu vực được chuyển giao từ tay người Hồi giáo sang Chính thống giáo, nhưng các tên gọi này được Đế quốc Nga giữ lại.
Dưới thời Ottoman, ba thành phố chính đó đều là thủ phủ của ba sanjak, và là bộ phận của tỉnh Silistra (hay Özi), mặc dù Bender nằm ở phía bắc của Tường Trajan và nằm ngoài vùng thảo nguyên. Thảo nguyên nơi người Nogai simh sống, lúc này đã có tên Budjak, đóng vai trò là vùng đệm giữa các sanjak này và Thân vương quốc Moldavia.

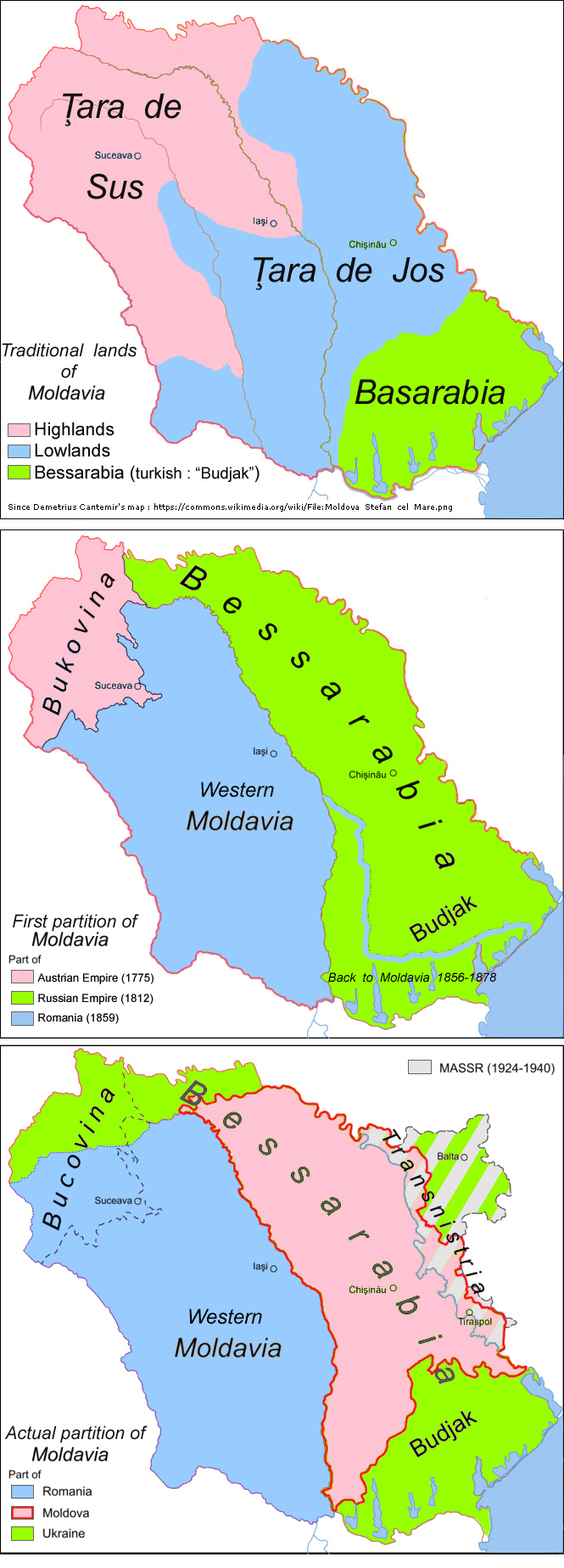
Khu vực Budjak trong Moldavia lịch sử

### Hiện đại
Trong thời đại Napoléon, Nga đánh chiếm Budjak trong tiến trình Chiến tranh Nga-Thổ 1806–1812. Theo Hiệp định Bucharest 1812, các lãnh thổ của Moldavia và Ottoman ở phía đông sông Prut và phía bắc sông Danube, trong đó gồm có Budjak, được chuyển nhượng sang cho Đế quốc Nga kiểm soát. Sau sự kiện Nga sáp nhập, tên gọi Bessarabia bắt đầu được sử dụng để chỉ toàn thể nửa phía đông của Moldavia lich sử mà Nga đã giành được, thay vì chỉ cho vùng phía nam như trước. Budjak trong khi đó được dùng để chỉ miền nam Bessarabia, chủ yếu là vùng thảo nguyên.
Do Nga thất bại trong Chiến tranh Krym 1856, một phần của Nam Bessarabia bao gồm một phần của Budjak (Reni, Izmail, Bolhrad, Kiliia) được Nga nhượng lại cho Thân vương quốc Moldavia, và Moldavia sau đó không lâu đã thống nhất với Wallachia để hình thành Thân vương quốc Liên hiệp. Sau Chiến tranh Nga–Thổ 1877–1878, Hiệp định San Stefano và Hiệp định Berlin 1878 cộng nhận nền độc lập của Vương quốc Romania, nhưng chuyển giao các lãnh thổ từng được thay đổi vào năm 1856 sang lại cho Đế quốc Nga.

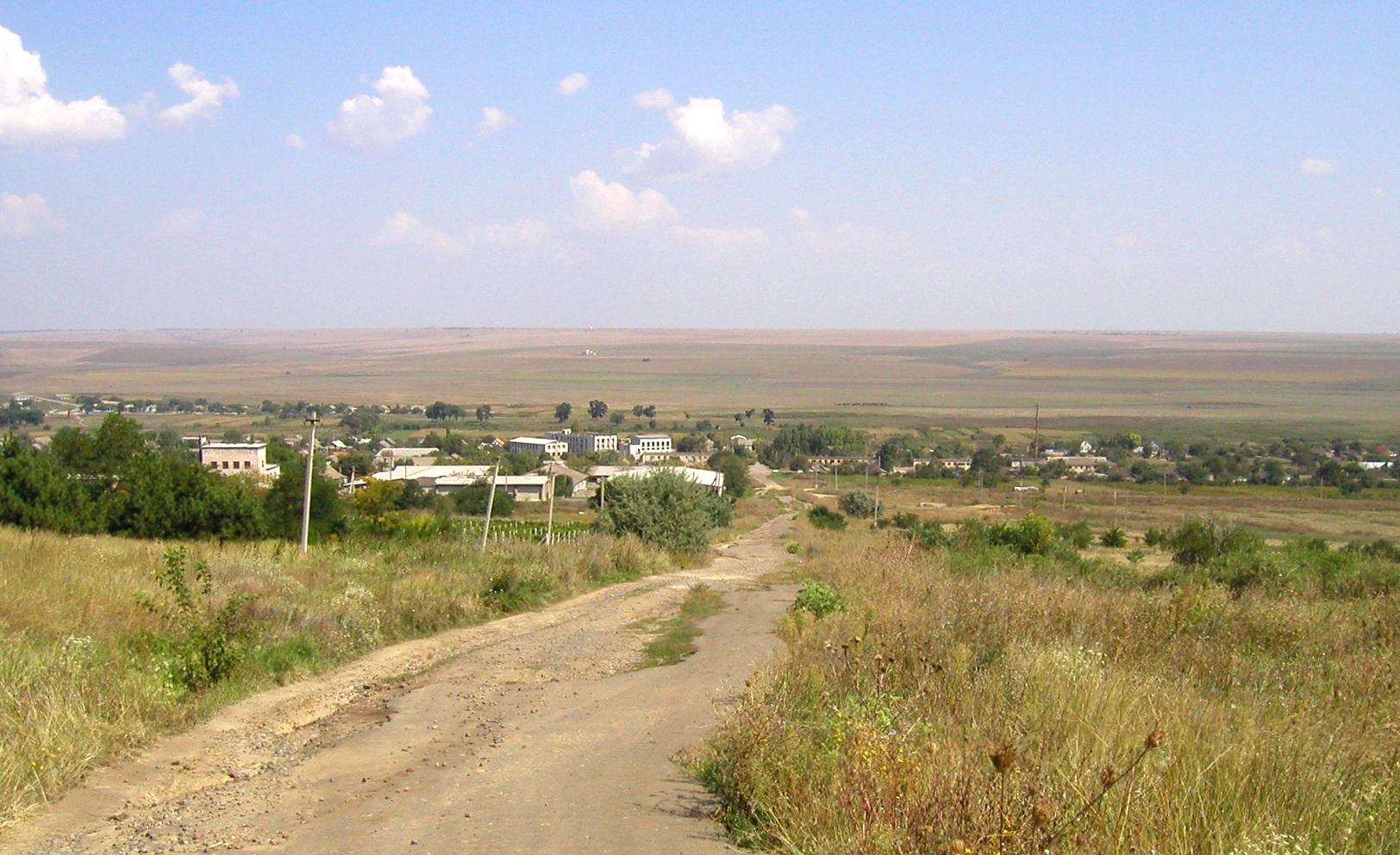
Làng Vesela Dolyna (tiếng Đức: Klöstitz), là nơi cư trú của người Đức Bessarabia cho đến năm 1940

Sau Thế chiến I, tỉnh Bessarabia của Nga, bao gồm Budjak, đã bỏ phiếu gia nhập Romania. Về mặt hành chính, Budjak thuộc về các hạt (judeţe) Tighina, Ismail và Cetatea Albă. Do đa số cư dân Badjak không phải là người Romania, ban đầu một số cuộc khởi nghĩa nổ ra nhằm chống chính phủ trung ương, như khởi nghĩa Bender 1919 và khởi nghĩa Tatarbunary 1924.
Năm 1939, phụ lục bí mật của Hiệp ước Molotov–Ribbentrop giao Bessarabia vào vùng ảnh hưởng của Liên Xô, và đến tháng 6 năm 1940, Liên Xô ra tối hậu thư yêu cầu chuyển giao Bessarabia và Bắc Bukovina. Quốc vương Carol II của Romania chấp thuận và khu vực bị Liên Xô sáp nhập. Miền bắc và trung của Bessarabia thuộc về Cộng hòa Xã hội chủ nghĩa Xô viết Moldavia mới thành lập, nhưng một phần miền nam, nay gọi là Budjak, được phân cho Cộng hòa Xã hội chủ nghĩa Xô viết Ukraina.
Ngày 7 tháng 8 năm 1940, Liên Xô cho thành lập tỉnh Akkerman, được phân thành 13 huyện. Thành phố Akkerman (Bilhorod-Dnistrovskyi) là trung tâm hành chính của tỉnh. Bốn tháng sau, vào ngày 7 tháng 12 năm 1940 tỉnh được đổi tên thành Izmail, và trung tâm tỉnh dời về thành phố Izmail.
Khi Đức Quốc Xã tuyên chiến với Liên Xô vào tháng 6 năm 1941, Romania về bên phe Trục và đoạt lại các lãnh thổ bị Liên Xô sáp nhập trước đó, bao gồm Budjak, nhưng sau đó tiếp tục chiến tranh vào phần đất xa hơn của Liên Xô. Khu vực bị Liên Xô đoạt lại vào năm 1944, và bị sáp nhập theo cấu hình chính trị năm 1940.
Trong cải cách hành chính Ukraina, vào ngày 15 tháng 2 năm 1954, tỉnh Izmail được giải trừ, các huyện được nhập vào tỉnh Odesa. Tỉnh Odesa trở thành tỉnh rộng nhất Ukraina.
Khi Liên Xô sụp đổ, đường biên giới được duy trì giữa các nước cộng hòa mới độc lập. Budjak ngày nay là bộ phận của Ukraina, nối với phần còn lại của tỉnh Odesa ưua hai cây cầu qua sông Dniester. Tuyến đường phía bắc phải quá cảnh Moldova 7,63 km nhưng do Ukraina quản lý theo một thỏa thuận song phương.
Vào mùa thu năm 2014 có báo cáo về âm mưu tuyên bố một nước cộng hòa nhân dân thân Nga tại vùng Budjak, cùng với các "cộng hòa nhân dân" khác tại khu vực Donbas. Tuy nhiên, cường độ ngày càng tăng của cuộc chiến ở Donbas đã làm nguội đi sự nhiệt tình dành cho chủ nghĩa ly khai. Vào cuối năm đó, có báo cáo về máy bay không người lái ở Budjak, dường như là từ các chiến binh do Nga hậu thuẫn ở Transnistria hoặc Biển Đen.

## Hành chính

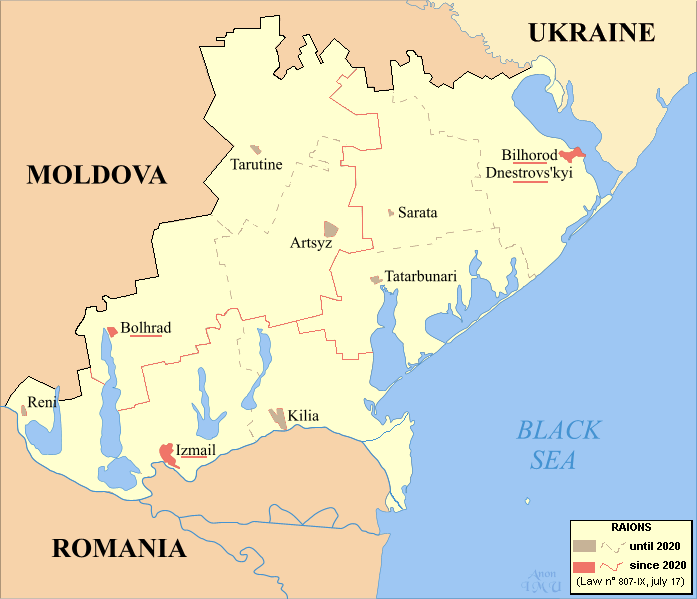
Cavs huyện cũ tại Budjak

Tại Ukraina thời Liên Xô và độc lập, cho đến tháng 7 năm 2020, khu vực lịch sử Budjak được phân thành hai thành phố và chín huyện (raion) của tỉnh Odesa:
| Tên                               | Tên tiếng Ukraina            | Diện tích (km2) | Dân số điều tra 2001 | Dân số ước tính 2012 | Thủ phủ               |
| --------------------------------- | ---------------------------- | --------------- | -------------------- | -------------------- | --------------------- |
| Bilhorod-Dnistrovskyi (thành phố) | Білгород-Дністровськ (місто) | 31              | 58.436               | 57.206               | Bilhorod-Dnistrovskyi |
| Izmail (city)                     | Ізмаїл (місто)               | 53              | 84.815               | 73.651               | –                     |
| Artsyi                            | Арцизький район              | 1.379           | 51.251               | 46.213               | Artsyz                |
| Bilhorod-Dnistrovskyi             | Білгород-Дністровський район | 1.852           | 62.255               | 60.378               | Bilhorod-Dnistrovskyi |
| Bolhrad                           | Болградський район           | 1.364           | 73.991               | 69.572               | Bolhrad               |
| Izmail                            | Ізмаїльський район           | 1.254           | 54.550               | 52.031               | Izmail                |
| Kiliya                            | Кілійський район             | 1.359           | 58.707               | 53.585               | Kilia                 |
| Reni                              | Ренійський район             | 861             | 39.903               | 37.986               | Reni                  |
| Sarata                            | Саратський район             | 1.475           | 49.911               | 45.813               | Sarata                |
| Tarutyne                          | Тарутинський район           | 1.874           | 45.175               | 41.975               | Tarutyne              |
| Tatarbunary                       | Татарбунарський район        | 1.748           | 41.573               | 39.164               | Tatarbunary           |
| Tổng cộng                         |                              | 13.250          | 620.567              | 577.574              |                       |

## Nhân khẩu

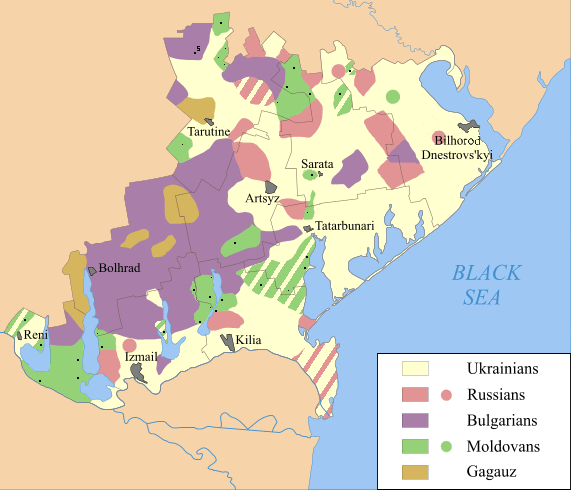
Các khu vực theo dân tộc đa số trong vùng tại Budjak, theo điều tra năm 2001.

Ngày nay, các dân tộc chính tại Budjak là người Ukraina, người Bulgaria, người Nga, người Romania và người Moldova. (có tranh luận về việc danh tính Moldova tách biệt với danh tính Romania.). Khu vực là nơi người Romania và người Tatar Nogai cư trú trong suốt thời Trung cổ, nhưng trở thành quê hương của một số nhóm dân tộc và tôn giáo khác trong thế kỷ 19 khi là bộ phận của Đế quốc Nga. Trong giai đoạn này, có các cuộc nhập cư của người Bulgaria Bessarabia, người Đức Bessarabia, người Gagauz và người Nga Lipovan.
Người Tatar Nogai theo Hồi giáo và nói tiếng Turk cư trú tại Budjak do Ottoman cai trị cho đến đầu thế kỷ 19, nhưng họ buộc phải từ bỏ khu vực khi nó bị Đế quốc Nga thôn tính. Họ tái định cư tại Kavkaz, Dobruja (cả phần thuộc Romania và Bulgaria) hoặc tại Thổ Nhĩ Kỳ ngày nay.
Người Ukraina chuyển đến Budjak từ các vùng lịch sử và dân tộc học khác nhau của Ukraina. Kết quả là, theo các nhà nghiên cứu hiện đại, người Ukraine đã hình thành các phân nhóm dân tộc-xã hội và dân tộc-văn hóa khác nhau trong khu vực này: "Raik" - người quê gốc ở Bukovina và Podolia,"Rusnak" - người quê gốc ở Khotyn và miền Tây Ukraina, và "Kozack" - hậu duệ của người Cossack Zaporizhia và Ngoại Danube. Ngoài ra, người Ukraina từ vùng Dnepr Ukraina cũng được ghi nhận trên lãnh thổ của Budjak. Do kết quả của sự tiếp biến văn hóa bên trong (giữa các nhóm người Ukraina khác nhau) và sự tiếp biến văn hóa bên ngoài với những dân tộc lân cận khác, và do sự thích nghi với các điều kiện địa lý và tự nhiên của địa phương, một nền văn hóa khu vực đặc trưng đã được hình thành giữa những người dân tộc Ukraina ở Budjak.
Budjak cũng là nơi cư trú của một số người Đức được gọi là người Đức Bessarabia, có nguồn gốc từ Württemberg và Prussia, họ định cư tại khu vực vào đầu thế kỷ 19, sau khi nó thuộc về Đế quốc Nga. Một số lượng lớn trong số họ canh tác trên các thảo nguyên Budjak. Họ bị trục xuất theo thỏa thuận về chuyển giao dân cư giữa Đức Quốc Xã và Liên Xô sau khi Liên Xô chiếm được Bessarabia vào năm 1940. Những người Đức này hầu hết tái định cư tại các vùng của Ba Lan do Đức chiếm đóng, và sau chiến tranh họ lại phải di dời một lần nữa.
Giống như Moldova, Budjak có một thiểu số người Gagauz, họ là một dân tộc Turk theo Chính thống giáo, đến từ miền đông Balkan vào đầu thế kỷ 19, và định cư tại một phần của khu vực đã bị người Nogai bỏ trống.
Người Bulgaria trong khu vực được gọi là người Bulgaria Bessarabia, họ cũng là hậu duệ của các di dân đến từ miền đông Balkan (nay là miền đông Bulgaria). Họ di cư đến khu vực mà người Nogai bỏ trống, nhằm thoát khỏi việc bị người Hồi giáo cai trị.
Cũng trong giai đoạn này, người Nga Lipovan đến định cư tại khu vực gần cửa sông Danube.
Cho đến trước Thế chiến II, khu vực cũng là nơi cư trú của một lượng đáng kể người Do Thái, một phần trong số họ bị giết trong Holocaust. Sau đó, người Do Thái vẫn là thiểu số đáng kể tại một số thị trấn cho đến khi họ di cư hàng loạt đến Israel trong các thập niên 1980 và 1990.
Theo điều tra nhân khẩu nám 2001, Budjak có dân số là 617.200 người, phân bổ theo thành phần dân tộc: Người Ukraina 248.000 (40%), người Bulgaria 129.000 (21%), người Nga 124.500 (20%), người Moldova 78.300 (13%) và người Gagauz 24.700 (4%). Trong cuộc điều tra này, dân số tỉnh Odesa là 2.469.000.
Đa số người Nga và người Moldova tuyên bố ngôn ngữ dân tộc mình là tiếng mẹ đẻ của họ. Tuy nhiên, chỉ khoảng một nửa người dân tộc Ukraina tuyên bố nhu vậy, một nửa còn lại cho biết rằng tiếng Nga là bản ngữ của họ. Người Bulgaria có xu hướng sử dụng tiếng Nga nhiều hơn tiếng Bulgaria, đặc biệt là ở nơi công cộng. Tiếng Nga là ngôn ngữ phổ biến nhất trong đời sống công cộng hàng ngày tại Budjak.
Người Bulgaria là dân tộc lớn nhất tại các huyện cũ Artsyz (39%), Bolhrad (61%) và Tarutyne (38%), người Moldova – tại huyện cũ Reni (50%), người Nga – tại thành phố Izmail (44%), và người Ukraina – tại các huyện cũ Kiliia (45%), Tatarbunary (71%), Sarata (44%), và Bilhorod-Dnistrovs'kyi (82%), và tại thành phố Bilhorod-Dnistrovs'kyi (63%). Tại huyện cũ Izmail, 29% dân số là người Ukraina, 28% là người Moldova, và 26% là người Bulgaria.
| Huyện/Thành phố          | Tổng số  | Người Ukraina | Người Bulgaria Bessarabia | Người Nga | Người Moldova | Người Gagauz | Dân tộc khác | Số khu dân cư3                                                                     |
| ------------------------ | -------- | ------------- | ------------------------- | --------- | ------------- | ------------ | ------------ | ---------------------------------------------------------------------------------- |
| Artsyzskyi               | 51.700   | 14.200        | 20.200                    | 11.500    | 3.300         | 900          | 1.600        | 1+0+17(26)                                                                         |
| Bilhorod-Dnistrovskyi    | 62.300   | 51.000        | 800                       | 5.500     | 3.900         | 200          | 900          | 0+0+27(57)                                                                         |
| Bolhradskyi              | 75.000   | 5.700         | 45.600                    | 6.000     | 1.200         | 14.000       | 2.500        | 1+0+18 (21)                                                                        |
| Izmailsky                | 54.700   | 15.800        | 14.100                    | 8.900     | 15.100        | 200          | 600          | 0+1+18 (22)                                                                        |
| Kiliyskyi                | 59.800   | 26.700        | 2.600                     | 18.000    | 9.400         | 2.300        | 800          | 1+1+13 (17)                                                                        |
| Reniyskyi                | 40.700   | 7.200         | 3.400                     | 6.100     | 19.900        | 3.200        | 900          | 1+0+7 (7)                                                                          |
| Saratskyi                | 49.900   | 21.900        | 10.000                    | 7.900     | 9.400         | 200          | 500          | 0+1+22 (37)                                                                        |
| Tarutynskyi              | 45 200   | 11.100        | 17.000                    | 6.300     | 7.500         | 2.700        | 600          | 0+4+23 (28)                                                                        |
| Tatarbunarskyi           | 41.700   | 29.700        | 4.800                     | 2.700     | 3.900         | –            | 600          | 1+0+18 (35)                                                                        |
| Tp.Bilhorod-Dnistrovskyi | 51.100   | 32.200        | 1.900                     | 14.400    | 1.000         | 200          | 1.400        | 1+2+0 (0)                                                                          |
| Tp.Izmayil               | 85.100   | 32.500        | 8.600                     | 37.200    | 3.700         | 800          | 2.300        | 1+0+0 (0)                                                                          |
| Tổng cộng                | 617.2001 | 248.0001      | 129.0001                  | 124.5001  | 78.3001.2     | 24.7001      | 12.7001      | 7 thành phố + 9 thị trấn + 163 khu hành chính hợp nhất (250 làng) = 266 khu dân cư |